# Fernando Picun
Fernando Picun (Montevideo, Uruguai, 14 de febrer de 1972) és un futbolista uruguaià. Va disputar 9 partits amb la selecció de l'Uruguai.

## Estadístiques
| Selecció de l'Uruguai | Selecció de l'Uruguai | Selecció de l'Uruguai |
| Anys                  | Partits               | Gols                  |
| --------------------- | --------------------- | --------------------- |
| 1996                  | 2                     | 0                     |
| 1997                  | 0                     | 0                     |
| 1998                  | 0                     | 0                     |
| 1999                  | 7                     | 0                     |
| Total                 | 9                     | 0                     |